# Tři údolí
Tři údolí je dobrovolný svazek obcí podle zákona v okresu Benešov, jeho sídlem je Chlístov a jeho cílem je celkový rozvoj mikroregionu a cestovního ruchu. Sdružuje celkem 5 obcí.

## Obce sdružené v mikroregionu
- Mrač
- Benešov
- Chlístov
- Nespeky
- Poříčí nad Sázavou